# CityFALCON
CityFALCON — международный ресурс, посвященный поиску, обработке и предоставлению финансовых новостей, который был создан в Лондоне в июле 2014 года. CityFALCON относится к новому поколению новостных агрегаторов, так как он предоставляет новости не только из традиционных источников информации, но и из социальных сетей, таких как Твиттер. 
CityFALCON собирает информацию из более чем 200 источников финансовой информации, затем производит отсев нерелевантных новостей и их ранжирование с присвоением каждой новости индивидуального рейтинга согласно собственному алгоритму компании.

## Идея создания
CityFALCON является одним из стартапов в области финансовых технологий, который дебютировал в бизнес инкубаторе «Level39» в Лондоне. Его целью является предоставление финансовой информации о компаниях, акции которых обращаются на крупнейших мировых биржах, мелким инвесторам, которые по мнению директора стартапа «не в состоянии платить тысячи долларов в месяц за подписку на крупнейшие новостные агентства, такие как Bloomberg или Reuters».

## Признание
- Финалист Twitter Hatch 2015[6]
- Финалист Pathfinders Challenge[7]
- Финалист UBS Future of Finance Challenge[8]
- Один из самых примечательных стартапов бизнес инкубатора «Level39»[9]